# Alberto Araújo
Alberto Emílio de Araújo (Almada, Lisboa, 14 de dezembro de 1909 - Hospital de São José, Lisboa, 19 de março de 1955) foi um político revolucionário português antifascista opositor à ditadura e militante destacado do Partido Comunista Português, vítima do regime do Estado Novo.

## Biografia

### Infância
Nascido no seio de uma família oriunda da pequena burguesia de Almada, tal condição económica permite a Alberto Araújo frequentar estudos escolares e universitários, condição rara na sua geração. Licencia-se na Faculdade de Letras da Universidade de Lisboa em Filologia Clássica e Estudos Camonianos.
Com uma saúde frágil, está internado por dois anos num sanatório na Guarda.

### Adesão ao Partido Comunista Português
Alberto Araújo adere à Federação das Juventudes Comunistas Portuguesas em 1933, com 24 anos, ainda aluno da Universidade de Lisboa, em cuja condição é eleito pelos seus colegas para representante dos estudantes no Senado Universitário de Lisboa.
Inicia a sua vida profissional em Castelo Branco, como professor, sendo posteriormente transferido para o Liceu Pedro Nunes em Lisboa. É aqui que as suas capacidades intelectuais e formação política se fazem notar ao Secretário-Geral do Partido Comunista Português, Bento Gonçalves, que o convida para a tarefa proibida e clandestina de conceção do jornal Avante! e redação de materiais de propaganda política. Nesse ano de 1934, Alberto Araújo tornar-se-ia militante do Partido Comunista Português, atividade proibida pela ditadura do Estado Novo.

### Dirigente do PCP
No fim de 1935 a Polícia de Vigilância e Defesa do Estado prende por motivos políticos o Secretário Geral do PCP, Bento Gonçalves, e Alberto Araújo é chamado a assumir a responsabilidade mais elevada no partido, ser membro do seu Secretariado Nacional, juntamente com Francisco de Paula Oliveira e Manuel Rodrigues da Silva. Neste coordenará a imprensa do PCP e a sua produção de propaganda.
Alberto Araújo garante toda esta atividade ilegal, com destaque para a impressão regular do jornal Avante! e coordenação da clandestina Organização Revolucionária da Armada do PCP, mantendo simultaneamente a sua profissão legal de professor. Nestes anos participa na fundação da Frente Popular Portuguesa e na redação do seu programa. Com a prisão de Francisco de Paula Oliveira e de Manuel Rodrigues da Silva pela polícia política, torna-se o único membro do Secretariado em atividade.

### Prisão
Desloca-se a França e Espanha, que atravessa em plena Guerra Civil Espanhola, para reuniões com os representantes do Movimento Comunista Internacional. No ano de 1937, em novembro, no regresso de Madrid, é detido pela PVDE quando entrava em Portugal. É espancado por esta polícia e por ela deixado incontactável e desaparecido por 11 meses. Em 1938 é preso na Prisão de Caxias. Só seria julgado em abril de 1939, condenado então a 2 anos de prisão.

### Colónia Penal do Tarrafal
Cem dias antes de estar cumprida a pena de prisão à qual Alberto Araújo fora sentenciado, este é enviado arbitrariamente para o Campo de Concentração do Tarrafal. Neste encarceramento será submetido a torturas físicas e psicológicas de violência extrema e obrigado a desempenhar trabalhos físicos forçados que a sua saúde não permitia. É enviado várias vezes para a frigideira, onde os presos eram mantidos ao sol durante dias. Nas celas, irá procurar cultivar e educar os restantes presos políticos, dando aulas de língua portuguesa e língua francesa.

### Fim da vida
Com a derrota da ideologia fascista na 2.ª Guerra Mundial, António Oliveira Salazar e o regime fascista português é forçado por pressão externa a conceder uma amnistia a muitos presos políticos. Alberto Araújo é libertado nesse ano de 1945, e regressa à sua terra, Almada. A sua saúde está, no entanto, fatalmente comprometida, e não tem condições de manter a ação política. Comunista e antifascista até ao fim, durante os dez anos seguintes integra, doente, pontualmente atividades do Movimento de Unidade Democrática, até ao seu falecimento no hospital em 1955, com a idade de apenas 45 anos, vítima das consequências dos maus tratos que sofrera na prisão.

### Funeral
O corpo de Alberto Araújo atravessará o rio Tejo num barco com a bandeira nacional a meia-haste. O seu funeral, que foi realizado em Almada a 22 de março de 1955, despertou uma grande manifestação pública contra o regime, na qual uma multidão ousou desobedecer à proibição de ajuntamento popular.

## Homenagens

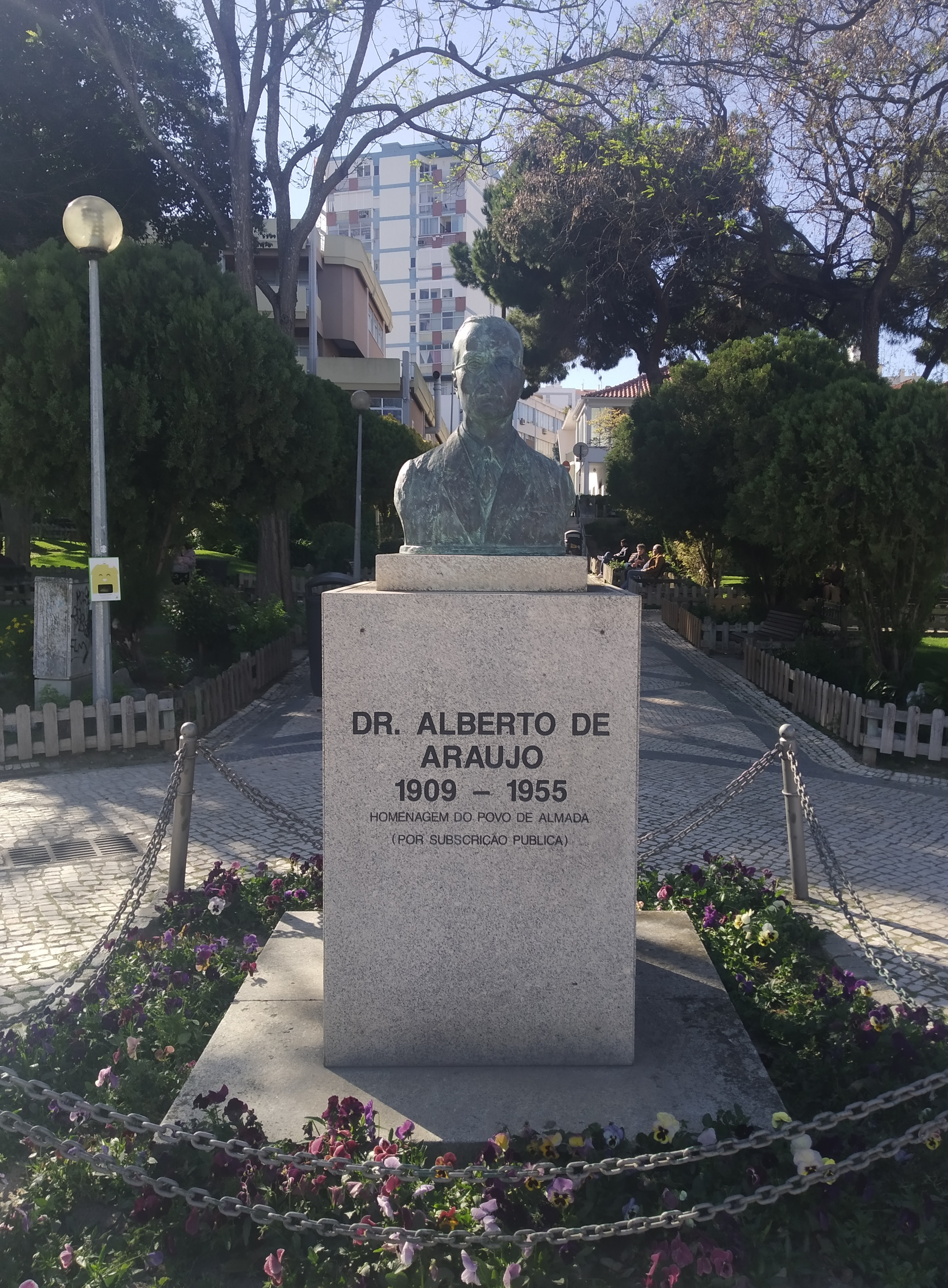
Busto de Alberto Araújo em Almada

Após a Revolução dos Cravos, em dezembro de 1974, foi ereto por subscrição pública um monumento a Alberto Araújo, um busto, no Jardim Central de Almada, passando o espaço a chamar-se oficialmente Jardim Dr. Alberto Araújo.
«Tivemos um extraordinário professor na cadeira de português, ainda jovem mas de aparência frágil,
que era adorado pelos estudantes pela competência e dedicação que punha no ensino e na relação connosco.
Um dia esse professor deixou repentinamente de aparecer e com muita pena não soubemos mais dele.
Só passados 30 ou 40 anos vim a saber o terrível drama que se passara: o professor fora preso pela odiosa
PIDE e desterrado para o campo de concentração do Tarrafal, não sobrevivendo muito tempo.
Este homem era Alberto Araújo, membro destacado do PCP.»
Nuno Teotónio Pereira
No centenário do seu nascimento em 2009 realiza-se uma sessão pública com mais de 200 pessoas, evocativa da vida de Alberto Araújo na Academia Almadense, promovida pela União de Resistentes Antifascistas Portugueses, pela Associação dos Amigos da Cidade de Almada e pelo Partido Comunista Português.
Nesse ano é também inaugurada a exposição «Alberto Araújo (1909-1955): destacado intelectual, dirigente comunista, mártir da luta antifascista».

## Ler mais
- Catálogo Exposição Alberto Araújo